# Телефонный автоответчик

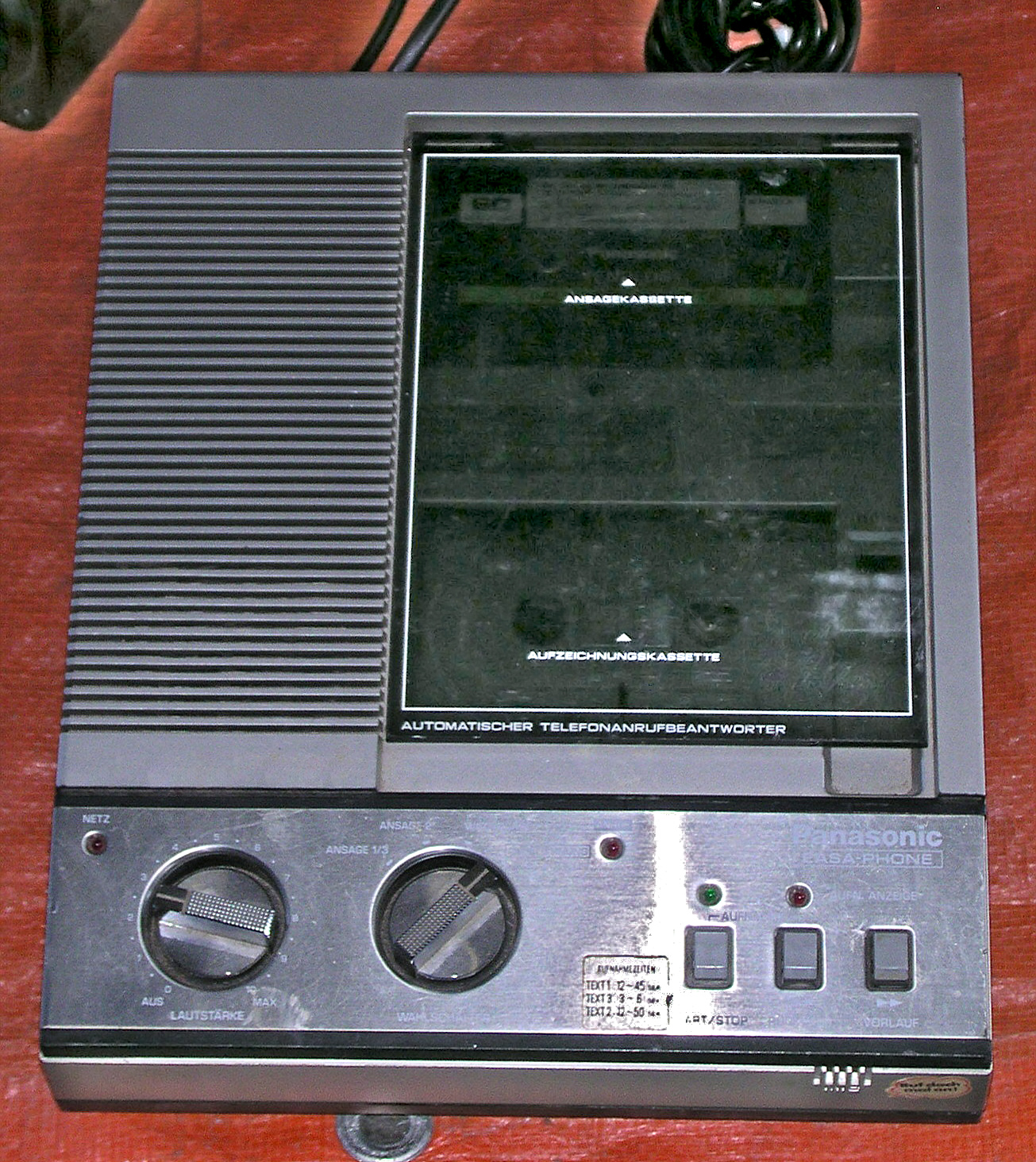
Кассетный автоответчик Panasonic

Телефо́нный автоотве́тчик — встроенное в телефон или присоединённое к телефону устройство, либо приложение, которое позволяет автоматически принимать входящий телефонный вызов в отсутствие абонента, сообщить ему какую-либо справочную информацию (например об отсутствии абонента) в виде записанного ранее звукового сообщения, телефонные автоответчики позволяют позвонившему записать и таким образом оставить звуковое сообщение для вызываемого абонента (по аналогии с автоответчиком была создана голосовая почта, предоставляемая телефонными станциями и операторами связи).  

## История создания и эволюция автоответчиков
Прообразом автоответчика можно считать устройство, созданное в 1886 году и сообщающее позвонившему абоненту текущее время. Время сообщалось не голосом, а «часами с боем».
Датой рождения автоответчика можно считать 1904 год, когда был создан первый записывающий телефонный ответчик, который может смело считаться прообразом персональных автоответчиков. В нём был использован усовершенствованный вариант фонографа Томаса Эдисона, а внешне автоответчик представлял собой агрегат весом в полтора центнера, использовавший для записи звуков восковой цилиндр. Но при этом он выполнял главную задачу автоответчика — запись поступающих по телефону сообщений.
После этого появлялось много разных конструкций автоответчиков, использовавших технологии записи на целлулоидные плёнки, металлическую проволоку или магнитные ленты, но все их отличала сложность конструкции, довольно большие размеры и невысокая надежность.
Кардинальное изменение в конструкции автоответчиков произошло в шестидесятые годы двадцатого века, когда в них стали использоваться созданные компанией Philips компакт-кассеты с магнитной лентой.
С этого момента автоответчики стали изготавливаться не только в виде специальных устройств или приставок к магнитофонам и диктофонам, но и встраиваться прямо в телефонные аппараты.
Решение использовать в автоответчиках компакт-кассеты оказалось настолько удачным, что подобные модели завоевали рынок на десятилетия. При этом существуют модели с одной кассетой и с двумя. В первом случае все сообщения (и исходящие, и входящие) пишутся на одну и ту же кассету, а во втором — одна кассета используется только для хранения сообщения, записанного владельцем автоответчика, а другая служит для записи и воспроизведения сообщений, оставляемых позвонившими.
Позднее вместо стандартных компакт-кассет, в автоответчиках стали использовать микрокассеты, разработанные в начале 70-х годов японской фирмой Olympus Optical, которая использовала их в основном в своих диктофонах. Использование кассет меньших габаритов позволило уменьшить и размеры самих автоответчиков. Во всем остальном они практически не отличаются от моделей с компакт-кассетами.
Принципиальные изменения в конструкции автоответчиков начались в цифровую эпоху, после удешевления флеш-памяти. Голосовую информацию стали хранить специальные запоминающие устройства: сначала звуковой сигнал преобразовывается в цифровую форму с помощью АЦП, а после записывается во флеш-память. Автоответчики этого класса бывают двух типов: с микрокассетой и полностью электронные. В первом случае во флеш-память заносится только приветствие, а все поступающие сообщения записываются на кассету. Во втором случае — все сообщения записываются и хранятся во флеш-памяти.
С технической точки зрения электронные автоответчики являются более совершенными и несравненно более надёжными, по сравнению с кассетными.

## Типы и функции современных автоответчиков
По способу записи автоответчики можно разделить на:
- Кассетные с одной кассетой
- Кассетные с двумя кассетами
- Кассетно-цифровые (своё сообщение в ОЗУ, входящие сообщения на кассету)
- Полностью цифровые

Автоответчики с одной кассетой записывают приветствие и входящие сообщения на одну и ту же кассету — это приводит к дополнительным задержкам времени на перемотку ленты. После проигрывания приветствия автоответчик должен промотать уже записанные ранее поступившие сообщения, а затем записать новое сообщение. После этого перемотать ленту назад, подготавливаясь к приёму нового вызова. При частых входящих вызовах (звонках) такой автоответчик может быть не сразу готов к воспроизведению и записи информации. Данного недостатка лишены двухкассетные и кассетно-цифровые автоответчики.
На данный момент (2010 г.) почти все производители перешли на производство полностью цифровых автоответчиков (по крайней мере для бытового применения). Это обусловлено гораздо большей технологичностью и надежностью цифровых чипов памяти (ОЗУ) по сравнению с электро-механическим лентопротяжным механизмом.
Использование в автоответчиках электронных методов записи позволило реализовать в них ещё одну удобную функцию — персональные голосовые ящики. В этом случае каждому пользователю автоответчика отводится часть всей имеющейся ёмкости ЗУ, в которую записываются адресованные только ему сообщения. Доступ в персональный ящик закрывается индивидуальным паролем. При этом позвонивший может оставить своё сообщение в любом из персональных ящиков, а вот прослушать его сможет только пользователь ящика, знающий пароль доступа (на самом автоответчике либо дистанционно).
Кассетные автоответчики сейчас чаще можно встретить в комиссионных магазинах и на «барахолках» (в том числе и на Интернет-аукционах), чаще всего за низкую цену.
Тем не менее у цифровых автоответчиков по сравнению со старыми кассетными есть один существенный недостаток: сохранение сообщений в памяти не так надежно и её труднее перенести из автоответчика куда-либо и сохранить на длительное время. Такие сообщения практически не смогут стать например, доказательством в суде. Дело в том, что в подавляющем большинстве современных цифровых автоответчиков используются энергозависимые чипы памяти. И хотя практически во всех них есть возможность установки резервной батареи (обычно 9 вольт — типа «Крона»(6F22)), но она позволяет сохранять сообщения при отключении от сетевого питания всего лишь несколько часов. Чип памяти жестко запаян внутрь и его нельзя вынуть из автоответчика как кассету и прослушать затем на бытовом магнитофоне или диктофоне. Лишь редкие автоответчики имеют аудио-разъём для перезаписи информации на магнитофон или компьютер.
Автоответчики, в которых исходящее сообщение записывается в ОЗУ, как правило также имеют встроенное фиксированное приветствие (реже — два различных). Такое приветствие жестко прошито в ПЗУ автоответчика и используется в том случае если своё приветствие не записано, а также в случае пропадания приветствия из ОЗУ при отключении питания. Фиксированное приветствие чаще записано на английском языке. Кроме того, многие автоответчики имеют голосовые информационные сообщения (подсказки), помогающие пользователю при работе, например при отсутствии новых сообщений: «No new messages».
Кассетно-цифровые автоответчики обладают рядом достоинств по сравнению со своими конкурентами: исходящее сообщение из цифровой памяти всегда готово к воспроизведению, нет дополнительных задержек на перемотку ленты, лентопротяжный механизм меньше изнашивается, а поступившие сообщения могут быть сохранены для последующего прослушивания на магнитофоне (диктофоне).
Суммарное время записи в кассетных автоответчиках ограничено длительностью одной стороны кассеты, а в цифровых — объёмом чипа памяти и на данный момент варьируется от единиц до десятков минут.
Часто автоответчики используются как автоинформаторы — только для проигрывания исходящего сообщения, без записи входящих — рассказывают об услугах различных фирм при звонке на них в нерабочее время, информируют о репертуаре кинотеатров и т. п. Такую возможность предоставляют многие, но не все модели автоответчиков. Кроме того, разные автоответчики имеют разное максимальное время записи своего сообщения.
Многие автоответчики позволяют записывать не только поступившие сообщения в отсутствие абонента, но и, при желании, текущий телефонный разговор.
Запись телефонных разговоров по-разному регламентируется законодательством разных стран. Поэтому перед записью Вашего телефонного разговора с собеседником следует изучить законы государства, где Вы находитесь. Существуют автоответчики, подающие специальный звуковой сигнал в линию перед началом записи.
По исполнению автоответчики бывают:
- Автоответчики-приставки к телефону
- Автоответчики-телефонные аппараты
- Комбинированные изделия: (Автоответчик+АОН, Автоответчик+АОН+телефон, Автоответчик+факс, и т. д.)
- Автоответчики — компьютерные программы

## Органы управления и индикации
Большинство продающихся в России автоответчиков зарубежного производства и имеют надписи на английском языке.
Следующие надписи на органах управления и индикации встречаются на многих автоответчиках:
Answer ON/OFF — включение/выключение автоответчика
OGM — (Outgoing message) — исходящее сообщение (запись и прослушивание)
Greeting — приветствие (то же, что и OGM)
(OGM) Record — запись исходящего сообщения
(OGM) Check — прослушивание исходящего сообщения
PLAY — прослушивание поступивших сообщений
NEW — прослушивание новых (то есть, ещё не прослушанных) сообщений
Forward (FW,FF) (Вперед) либо Skip (пропуск) — пропуск текущего сообщения и переход к последующему (перемотка вперед)
Rewind (RW, REW) — возврат к предыдущему сообщению (перемотка назад)
(Individual) Erase либо Delete — удаление текущего сообщения
All Erase — Удаление всех поступивших сообщений
DAY/TIME — установка и прослушивание даты и времени (голосовые часы)
VOLUME — громкость
TONE/PULSE — способ набора номера импульсный/тональный (для автоответчиков-телефонов)
RING DELAY — количество звонков, пропускаемых до срабатывания автоответчика (имеет цифровые значения либо «Toll Saver»)
Toll Saver — режим, при котором при поступлении первого входящего вызова (нет записанных новых входящих сообщений) пропускается обычно 4 вызывных сигнала (звонка), а при последующих (когда уже имеются записанные входящие сообщения) пропускается 2 звонка.
Rec Time — время записи входящего сообщения:
- Обычно имеет цифровые значения (например 1min), а также:
- VOX — запись идет пока в линии звучит голос абонента
- Greeting only — только проигрывание приветствия (без записи входящего сообщения) — режим «Автоинформатор»

Security code — пароль для дистанционного управления
MEMO/2 WAY — данная кнопка обычно двоякофункциональна: при положенной трубке позволяет оставить индивидуальное сообщение с микрофона автоответчика. При снятой трубке осуществляется запись текущего разговора по двум каналам — с телефонной линии и с микрофона автоответчика. Такое сообщение помещается в общий банк поступивших сообщений.
Low Battery — индикатор низкого напряжения резервной батареи
LINE — разъём для подключения шнура телефонной линии
PHONE — разъём для подключения телефонного аппарата
Большинство автоответчиков снабжается индикаторами поступивших сообщений. Они разнообразны по исполнению — от одно-двух-разрядных светодиодных индикаторов, показывающих только количество сообщений до многострочных ЖК-дисплеев в дорогих моделях, на которых индицируется текущее время, количество сообщений и другая полезная информация.
Комбинированные устройства, то есть автоответчики, совмещённые с телефоном, факсом, АОНом, имеют также дополнительные органы управления, относящиеся к этим устройствам. Они не рассматриваются в данной статье.

## Голосовые часы
Функция голосовых часов характерна для большинства автоответчиков (как кассетных так и цифровых). Она заключается в том, что после каждого поступившего сообщения на ленту или в память записывается в голосовой форме значение текущего времени. Это позволяет, при прослушивании сообщений, узнать время звонка. Многие поставляемые в Россию аппаратные автоответчики сообщают время только на английском языке. Поэтому данная функция зачастую оказывается бесполезной для русскоговорящих пользователей. Чтобы отключить голосовые часы, как правило, достаточно не устанавливать текущее время при первом включении автоответчика.

## Дистанционное управление
Подавляющее большинство автоответчиков имеют функцию дистанционного управления. С помощью неё, находясь удаленно, можно позвонить на автоответчик и прослушать поступившие сообщения, а также стереть их, перезаписать своё приветствие или подать иные команды управления автоответчиком. Управление осуществляется тональным набором (DTMF) (вне зависимости от типа набора на АТС звонящего). Перед командами управления вводится пароль, состоящий из 1-4 цифр в зависимости от типа автоответчика. Пароль может быть фиксированным или сменным. Таким образом телефонный аппарат звонящего на автоответчик для целей управления им должен иметь возможность тонального набора, в противном случае следует воспользоваться бипером — генератором акустических тональных посылок, который следует приложить к микрофону трубки. Раньше биперы зачастую входили в комплект поставки автоответчиков, сейчас же, когда почти все стационарные и мобильные телефоны имеют возможность тонального набора, биперы практически не востребованы.

## Программные (компьютерные) автоответчики
Автоответчики-программы для персональных компьютеров как правило используют для своей работы функции голосового модема. В качестве примера можно привести программу VentaFax и программное обеспечение, поставляемое с модемами US Robotics Courier. Запись сообщений ведётся на жесткий диск компьютера.
Известны также программы, осуществляющие работу, через звуковую карту компьютера с помощью дополнительных адаптеров.
Голосовые функции (автоответчика, автоинформатора, автосекретаря) стали присущи также некоторым современным мини-АТС. Кроме простого воспроизведения голосовых фраз в них также есть система голосовых меню, предоставляющая звонящему абоненту возможность интерактивной работы (соединения с нужным внутренним абонентом, прослушивания информации по разделам и др.), что безусловно удобно для различных фирм. Подобные системы на основе компьютерных программ сейчас установлены у многих операторов связи и в иных организациях.

## Автоответчик в сотовой связи
Обычно в сотовый телефон не встроен автоответчик, но операторы сотовой свя́зи обычно предоставляют своим абонентам услугу «автоответчик». Автоответчик сотовой связи находится не в сотовом телефоне абонента, а на коммутационном оборудовании сотового оператора, что удобно потому, что автоответчик принимает звонки и сообщения не только, когда владелец телефона не может или не хочет снять трубку, но и когда его аппарат недоступен (выключен или находится вне зоны сотовой связи).
Для подключения услуги «автоответчик» абоненту нужно позвонить по специальному номеру со своего телефона (сотового),
приветствие абонент может надиктовать в том же звонке.
Если автоответчик принял звонок, то абоненту, пользующемуся услугой «автоответчик», автоматически приходит СМС-сообщение о том, что автоответчик принял звонок, сообщение.
Для прослушивания сообщения хозяину автоответчика нужно позвонить на специальный номер, по которому он может прослушать сообщения
и узнать время оставления каждого сообщения и телефонные номера оставивших сообщения (всё это хозяину автоответчика сообщается голосом).

## Автоответчик для домофона
Некоторые домофоны и видеодомофоны могут записывать аудио и видео в отсутствии хозяев дома.

## Галерея

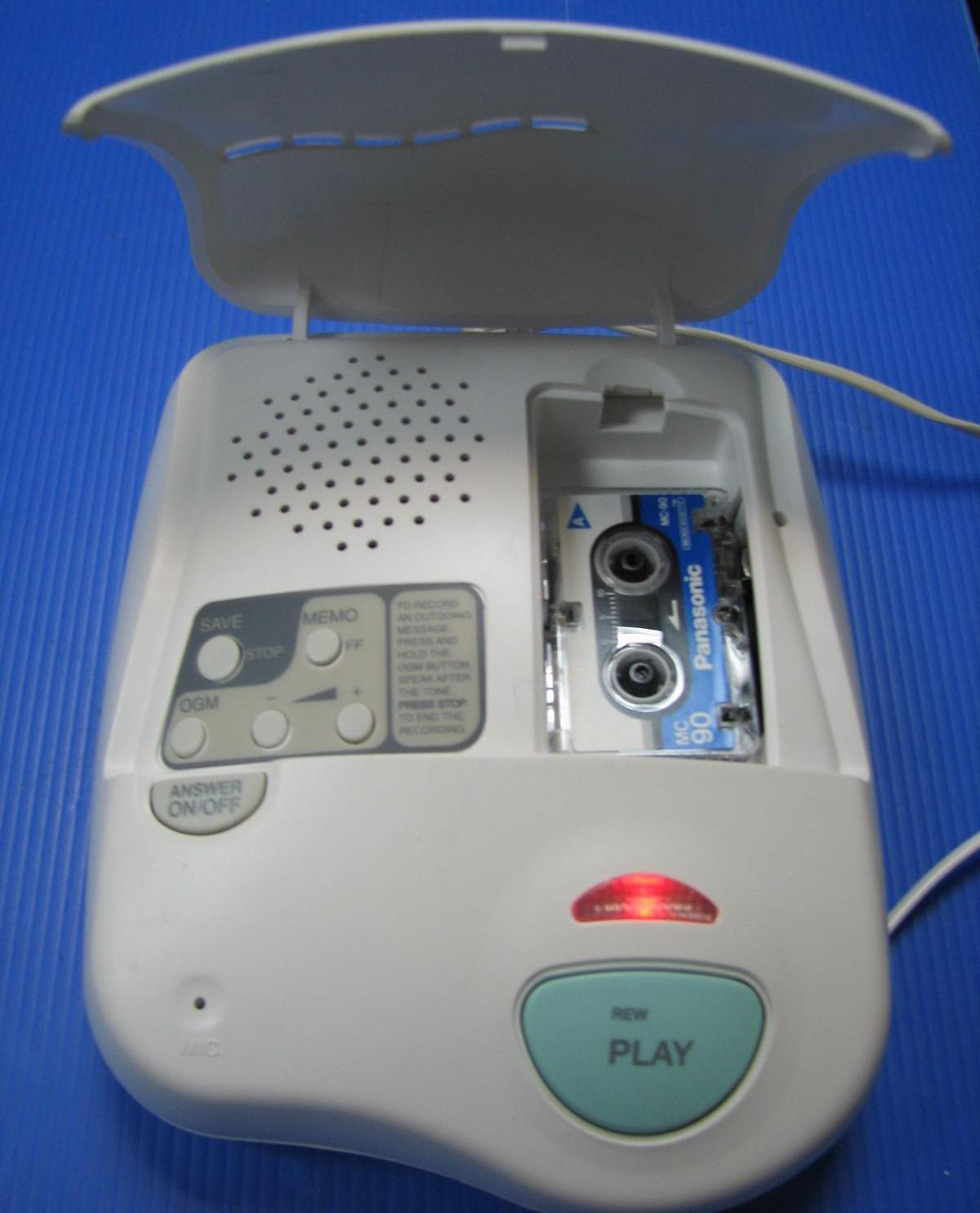
Автоответчик с одной микрокассетой
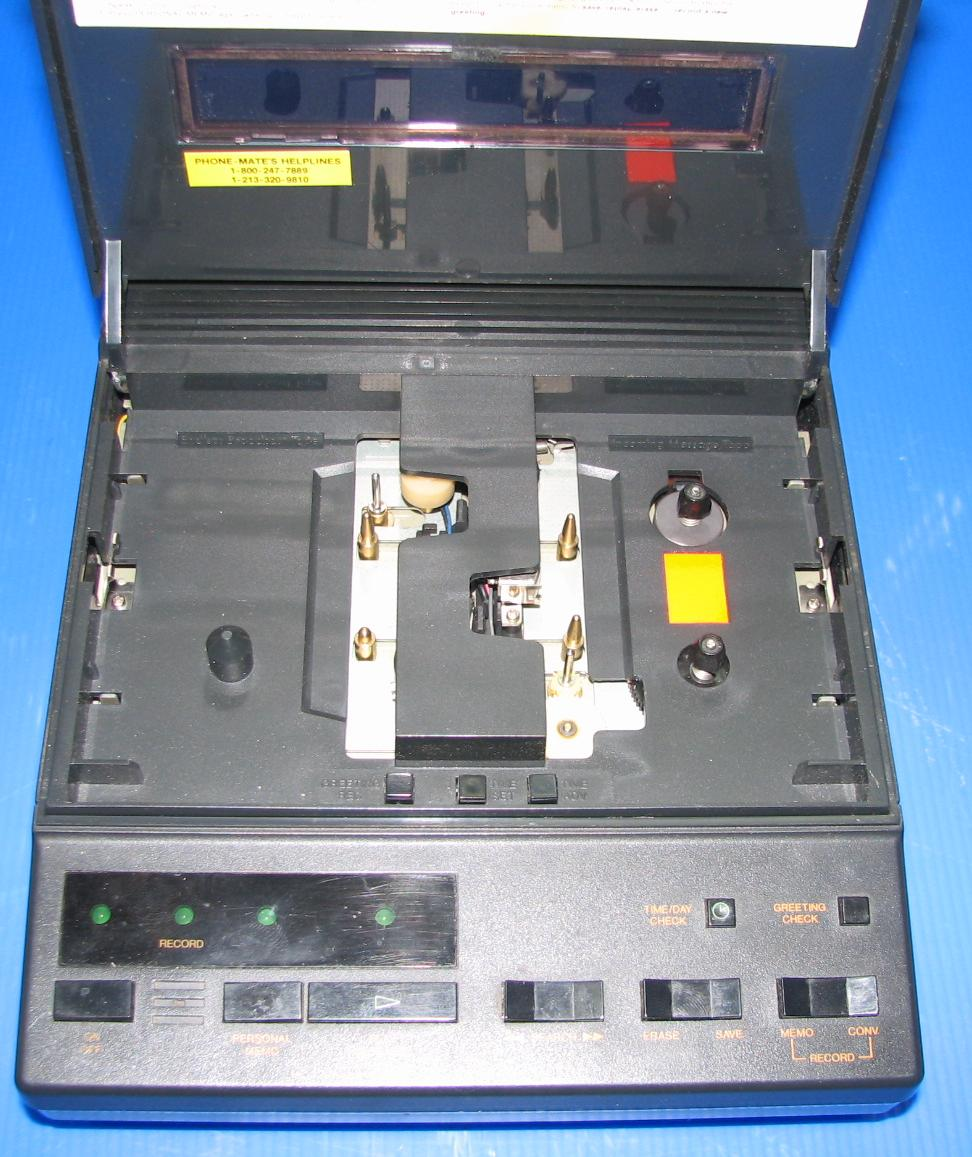
Автоответчик с двумя компакт-кассетами
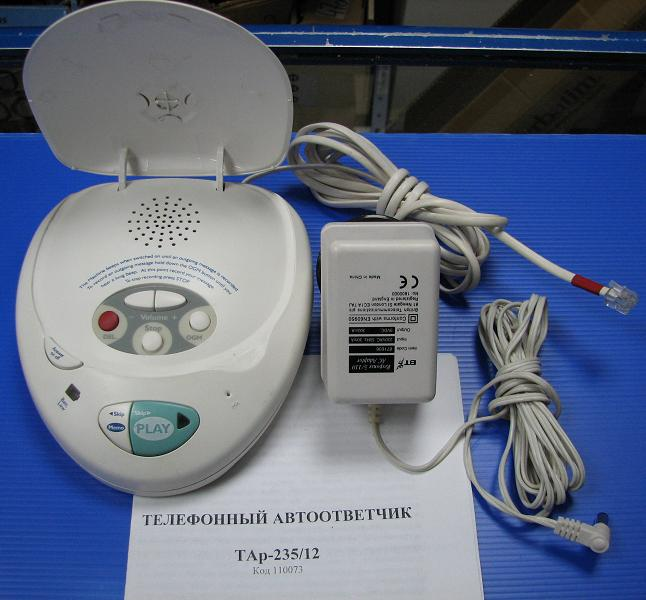
Цифровой автоответчик
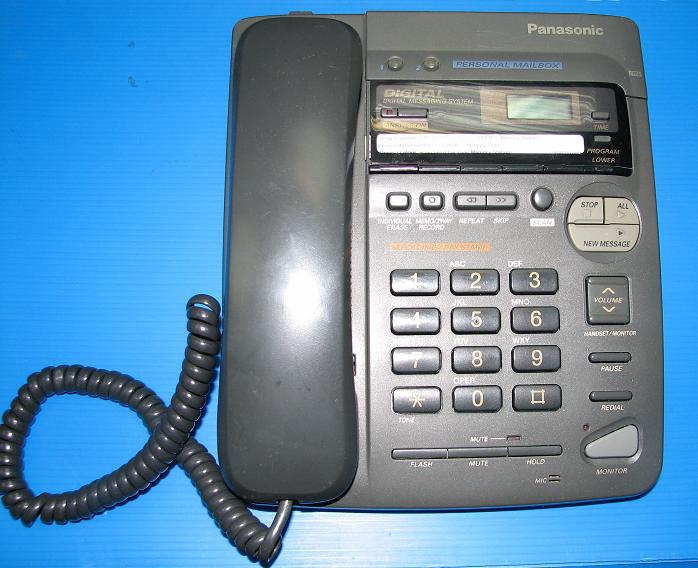
Телефонный аппарат с цифровым автоответчиком
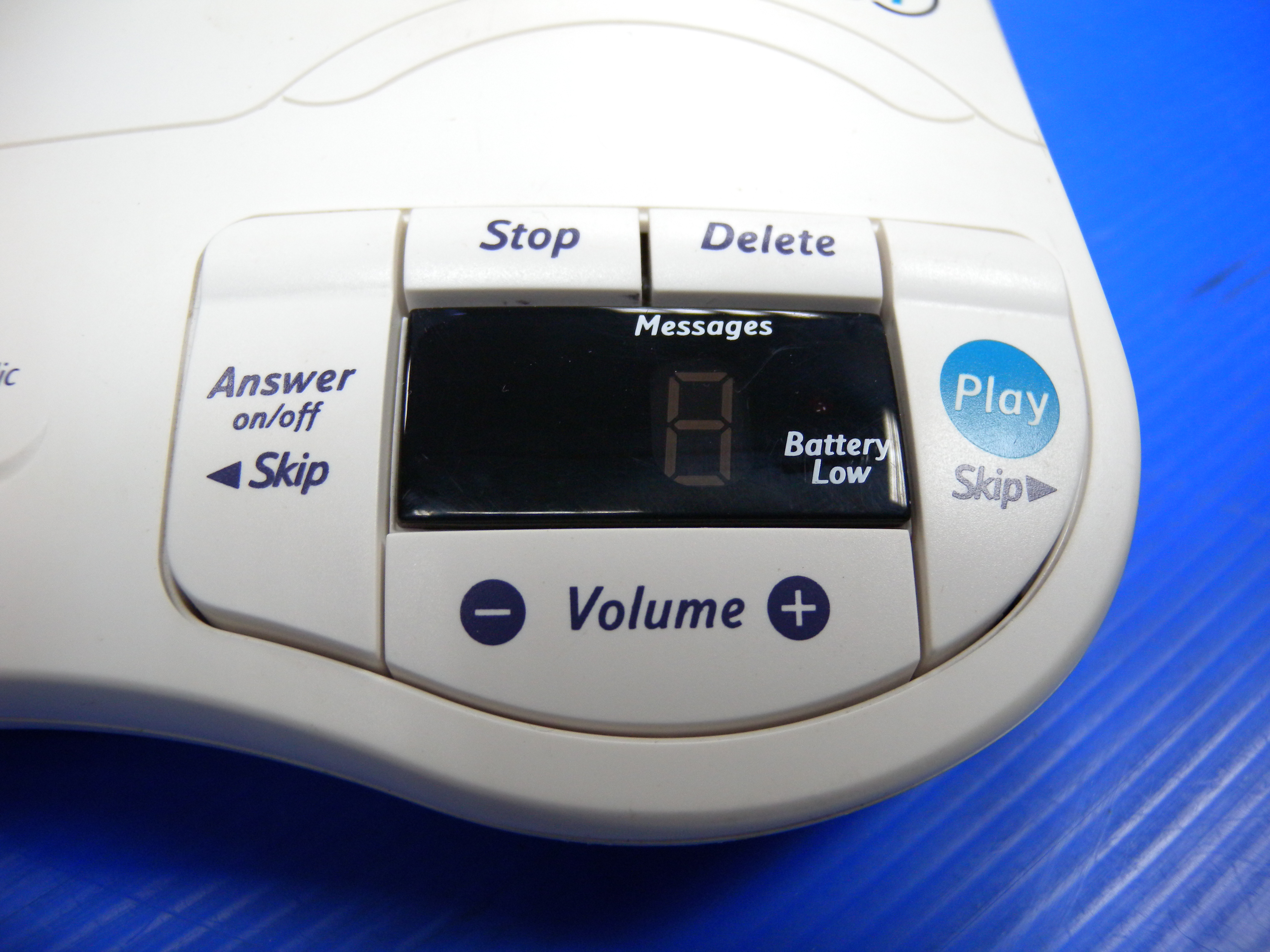
Органы управления простого цифрового автоответчика